# Molophilus mouldsi
Molophilus mouldsi är en tvåvingeart som beskrevs av Günther Theischinger 1988. Molophilus mouldsi ingår i släktet Molophilus och familjen småharkrankar. Inga underarter finns listade i Catalogue of Life.